# شغو (فين)
شغو (بالفارسية: شغو) هي قرية تقع في إيران في قسم فين الريفي. يقدر عدد سكانها بـ 0 نسمة بحسب إحصاء 2016.